# Múscul oblic menor de l'abdomen
El múscul oblic menor de l'abdomen o múscul oblic intern de l'abdomen (musculus obliquus internus abdominis) és un múscul de l'abdomen que es troba a la part anterolateral, sota l'oblic major. És un múscul parell, ample, aplanat, constituït per fascicles carnosos i aponeurosi.
S'insereix, per baix, en l'arc crural, en l'espina ilíaca superior i, mitjançant aponeurosi, en les apòfisis espinoses de la darrera vèrtebra lumbar i la primera sacra. Per dalt, a la vora inferior dels quatre últims cartílags costals i, mitjançant l'aponeurosis anterior, en la línia blanca.
Està innervat pels nervis intercostals i els abdominogenitals.

## Funció
De manera sintètica, l'oblic menor de l'abdomen és un múscul expirador, flexor i rotador del tòrax. Però, amb més detall, es poden diferenciar dues funcions principals:
- Actua com un antagonista del diafragma, tot ajudant a reduir el volum de la cavitat toràcica durant l'expiració. Quan el diafragma es contrau, tira de la paret inferior de la cavitat toràcica cap avall i augmenta el volum dels pulmons, que s'omplen d'aire. Però, quan els oblics menor es contrauen, comprimeixen els òrgans de l'abdomen i empenyen cap amunt el diafragma que se situa un altre cop dins la cavitat toràcica i es redueix el volum dels pulmons que deixen anar aire en l'acte de l'expiració.
- La seva contracció rota i doblega el tronc tirant de la caixa toràcica i la línia mitjana cap al maluc; l'esquena baixa del mateix costat. Actua amb el múscul oblic major del costat oposat per aconseguir aquest moviment de torsió del tronc.

## Imatges

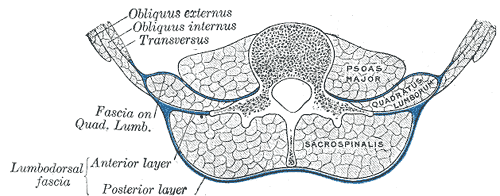
Diagrama d'una secció transversal de la paret abdominal posterior amb la fàscia lumbodorsal.
Diagrama de la beina del recte.
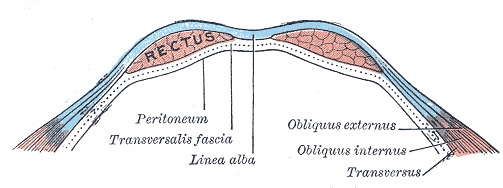
Secció transversal de la paret abdominal anterior, per sota de la línia semicircular.
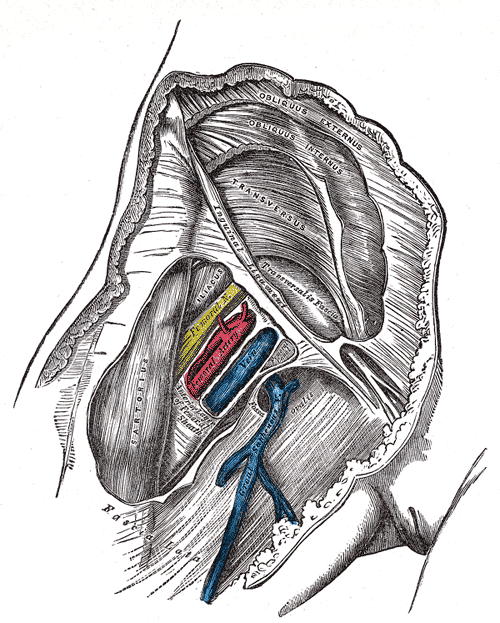
Beina femoral oberta per mostrar els seus tres compartiments.
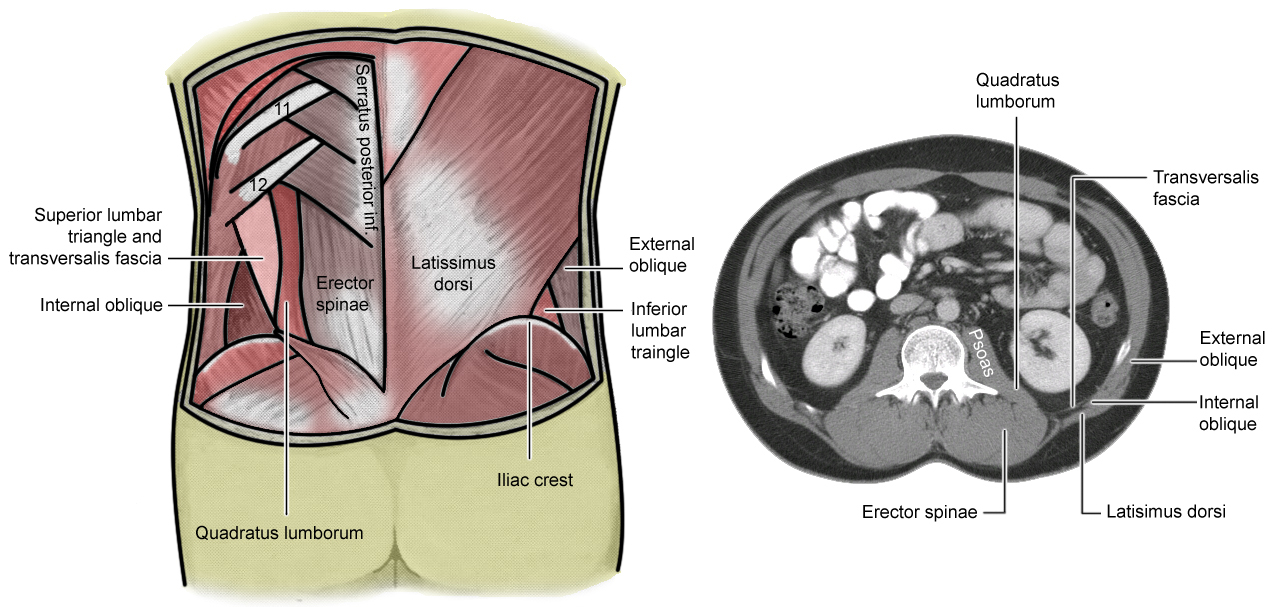
Triangle lumbar.
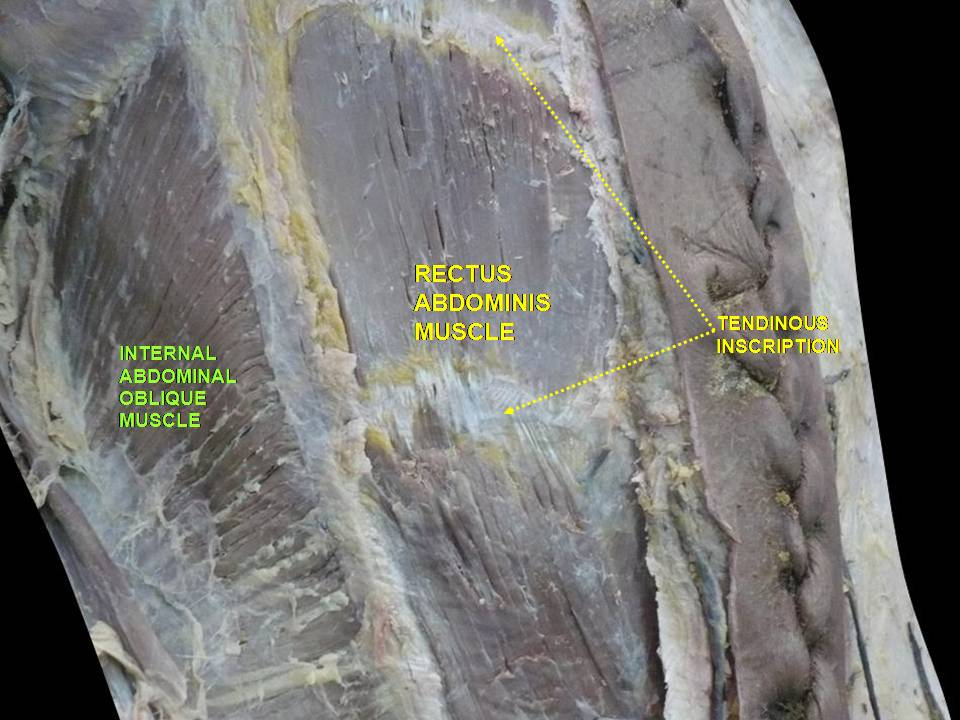
Múscul oblic major de l'abdomen. Paret abdominal anterior. Dissecció profunda. Vista anterior.